# Macrolinus sikkimensis sikkimensis
Macrolinus sikkimensis sikkimensis es una subespecie de coleóptero de la familia Passalidae.

## Distribución geográfica
Habita en Sikkim] (India).